# Nanbudo
Ponajbolju i možda najcjelovitiju definiciju nanbudo vještine dao je doshu Nanbu u predgovoru knjige Nanbudo: borilačka vještina za 21. stoljeće: "Nanbudo, u suštini, uklanja sve oblike izvanjske snage, a istodobno omogućava stjecanje unutarnje snage, snage koja se svakim danom potvrđuje pozitivnim stavom. Život je neprestano obnavljanje te pozitivne energije. Pokušajmo prihvatiti prirodni ciklus u kojem živimo te se uklopiti u njega koristeći sva naša osjetila! Taj predivni osjećaj je temelj naše stvaralačke snage. Priroda nam govori: pružimo joj odgovor, oponašajmo je!".

## O vještini
U svijetu se nanbudo vježba u tridesetak zemalja, a najpopularniji je u Kamerunu, Maroku, Francuskoj, Španjolskoj i Norveškoj. U Hrvatskoj se nanbudo prakticira u desetak klubova, mahom u Zagrebu i njegovoj okolici. 

## Doshu Soke
Poglavar nanbudoa i sankukai škole karatea, rođen je 1943. godine u Kobeu, u regiji Kansai, u doba kad su japanske borilačke vještine u Europi bile gotovo nepoznate, osim judoa i mnogobrojnih stilova (ryu) karatea. Yoshinao Nanbu rođen je u okružju koje je bilo plodno u borilačkom smislu. Njegov otac bio je poznati judoka, instruktor u obližnjoj policijskoj školi, gdje je podjednako poučavao japanske i američke judoke, dok je njegov djed nosio naslov poznatoga sumo borca (Yokozuna). Nanbuov borilački put, stoga, započinje učenjem judoa u očevoj školi, a ubrzo potom, nakon ulaska u obližnju školu, postaje učenikom i iaidoa i kendoa, tradicionalne japanske škole rukovanja sabljom (kenjutsu). Prije fakultetskih dana mladi Yoshinao upoznao se i s osnovama kobudoa i klasičnog kobujutsua, japansko-okinavljanske vještine borbe oružjem. S nepunih osamnaest godina upisuje Fakultet ekonomskih znanosti u Osaki, na kojemu, privučen tradicionalnim vrijednostima duha budoa, počinje učiti modernije borilačke sustave, prije svega karate i aikido. Ubrzo postaje učenikom Chojiroa Tanija (8. dan), koji je u to vrijeme poučavao klasični shitoryu karate, po metodi obitelji Mabuni.
Ponajviše zbog svoje odlučnosti, Yoshinao postaje kapetan sveučilišnog karate tima, pa 1963. godine osvaja titulu studentskoga prvaka cijelog Japana, pobijedivši na velikom natjecanju u kojem je sudjelovalo više od tisuću najboljih japanskih boraca. Mladi Nanbu na tome je natjecanju pobijedio poznatoga japanskoga majstora Ahiyamu te odmah stekao zavidan ugled u svijetu borilačkih vještina. Iste godine, kao mladi majstor i perspektivan natjecatelj, promoviran je u zvanje 4. dan u tradicionalnom karateu (shito ryu). Njegovi su planovi za budućnost bili jasni – proširiti borilačke vještine i ideju tradicionalnih vrijednosti budoa. Priliku za ostvarenje svojih ciljeva pružio mu je francuski karateka Henry Plee, u tome trenutku jedan od najpoznatijih majstora i promicatelja klasičnih japanskih borilačkih vještina u Europi, a koji danas nosi najvišu titulu u karateu izvan Japana (10. dan), potvrđenu od Japanske karate-do federacije.
Godine 1964. Yoshinao Nanbu stiže u Europu, u jedan mali francuski dojo Montagne Sainte-Genevieve, i to kao vrhunski natjecatelj i vješt karate trener, koji će ubrzo razviti vlastiti sustav i školu karatea – sankukai. U Europu je otišao s dvije stotine dolara u džepu, uz garanciju japanske Vlade, pa je u Parizu morao preživljavati poučavajući karate, judo i aikido. Ubrzo postaje kapetanom francuske karate ekipe i osvaja mnoga europska i svjetska prvenstva te međunarodne kupove.
Godine 1968. majstor Nanbu se vraća u Japan. Upravo te mu je godine sensei Chojiro Tani povjerio dužnost promicanja shukokai škole karatea u Europi.
Već tada Yoshinao Nanbu svojim je vježbačima predstavio vlastitu ideju o tenshinu, tehnici izmicanja s linije napadačeva napada, koja bi trebala zamijeniti tvrde karataške blokove, a koja će postati ključna za formiranje sankukai karatea i nanbudoa kao sustava mekih vještina (jutai jutsu). Zbog koncepcijskih neslaganja s dugogodišnjim učiteljem, Nanbu napušta Tanijevu shukokai školu i metodu te osniva vlastiti stil, koji naposljetku naziva sankukai karate. U Europi je taj stil bio iznimno popularna, a među najbrojnijim Nanbuovim seminarima bili su oni na tlu bivše Jugoslavije. Uistinu, povijest karatea na ovim prostorima usko je vezana uz karizmu i lik i djelo Yoshinaa Nanbua, koji je među prvim japanskim majstorima posjetio bivšu Jugoslaviju.
Godine 1976., nakon razilaženja s Tanijevim koncepcijama i mnogih sukoba unutar velike sankukai karate obitelji, Nanbu naposljetku shvaća da nije zadovoljan netom stvorenom vještinom, koja je u Europi i Japanu imala velik broj sljedbenika, odlazi u prirodno okružje Cap d'Aila u južnu Francusku, gdje, u potpunosti izoliran, ostaje do 1978. godine, kada napokon predstavlja nanbudo široj javnosti, demonstracijom pred kneževskom obitelji Grimaldi u Monaku. Od toga se trenutka, koji se može smatrati rođendanom jedne vještine, nanbudo, kao borilački ili energijsko-terapeutski sustav, razvijao u mnogim zemljama.

## Tehnike
Najrazličitiji aspekti nanbudoa mogu zainteresirati i privući sasvim različite profile vježbača, što znači da se nanbudo vježbač ne prilagođava u potpunosti nanbudo vještini, nego vještinu djelomično prilagođava svojim potrebama i mogućnostima. Ti su aspekti budoho, borilački dio, zatim kidoho, energijsko-terapeutski dio nanbudoa, te konačno, noryokukaihatsuho, nanbudo sustav mentalnog treninga i treninga za život, koji se zasniva na ideji o sedam snaga, odnosno na ideji nanbudo nanatsu no chikara

## Vanjske poveznice
- Međunarodna nanbudo federacija (WNF)